# Санкт-Мариенкирхен-ам-Хаусрукк
Санкт-Мариенкирхен-ам-Хаусрукк (нем. Sankt Marienkirchen am Hausruck) — община (нем. Gemeinde) в Австрии, в федеральной земле Верхняя Австрия. 
Входит в состав округа Рид-им-Иннкрайс.  Население составляет 771 человек (на 31 декабря 2005 года). Занимает площадь 11 км². Официальный код  —  41227.

## Политическая ситуация
Бургомистр общины — Роланд Бергталь (АНП) по результатам выборов 2003 года.
Совет представителей общины (нем. Gemeinderat) состоит из 13 мест.
- АНП занимает 8 мест.
- АПС занимает 3 места.
- СДПА занимает 2 места.